# Bokseren fra Manhattan
Bokseren fra Manhattan (originaltitel Manhattan) er en amerikansk stumfilm fra 1924 instrueret af R. H. Burnside.

## Medvirkende
- Richard Dix som Peter Minuit
- Jacqueline Logan som Mary Malone
- Gregory Kelly som Spike
- George Siegmann som Bud McGinnis
- Gunboat Smith som  Joe Madden
- Oscar Brimberton Figman som Mr. Trapes
- Edna May Oliver som Mrs. Trapes
- Alice Chapin
- James Bradbury, Sr.